# Брафф, Зак
За́кари И́зраэль (Зак) Брафф (англ. Zachary Israel «Zach» Braff); род. 6 апреля 1975) — американский актёр, режиссёр, сценарист и продюсер. Большую популярность ему принесла роль Джона Дориана в сериале «Клиника». Несколько раз Зак был номинирован на премию «Эмми» и «Золотой глобус».

## Ранние годы
Зак Брафф родился 6 апреля 1975 года в городе Саут-Ориндж (штат Нью-Джерси, США) в иудейской семье. Отец — Хэл Брафф, юрист и профессор, мать — Энн Бродзински, клинический психолог. Когда Зак был ещё ребёнком, его родители развелись. Зак — самый младший ребёнок в семье. Также у него есть средний брат, Джошуа, и старший брат — Адам, которые совместно работают над сценариями для телевидения, и сводная сестра Джессика Кирсон, актриса и стенд-ап комедиантка. В одном из интервью Зак сказал, что заниматься кинематографом было его желанием с самого детства. В возрасте 10 лет Браффу поставили диагноз «обсессивно-компульсивное расстройство».
В Мейплвуде (штат Нью-Джерси) Зак Брафф окончил школу, где принимал участие в деятельности школьной телестанции. Затем c 1993 по 1997 год он учился в Северо-Западном университете (штат Иллинойс), получив степень бакалавра искусств в сфере кинематографа. В колледже Зак Брафф был членом братства Фи Каппа Пси.

## Карьера
Первую телевизионную роль Зак получил в фильме «High» (1989), где снялся вместе с Гвинет Пэлтроу. Также он появился в фильме «Загадочное убийство в Манхэттене» Вуди Аллена (1993) и участвовал в съемках диснеевского сериала «Клуб нянек». 
Театральную карьеру Зак начал в «Публичном театре Нью-Йорка», участвуя в постановках пьес Уильяма Шекспира «Двенадцатая ночь» и «Макбет» в 1998 году.
В 2001 году Зак начал сниматься в комедийном сериале «Клиника» в роли доктора Джона Дориана. За эту роль Браффа трижды номинировали на премии «Золотой глобус» и единожды «Эмми». Брафф также срежиссировал несколько серий сериала «Клиника».
В 2006 году Брафф снялся в главной роли фильма «Прощальный поцелуй». Также он работал над сценарием к нему. Режиссёр «Прощального поцелуя» в своих интервью сравнивает Зака с молодым Тимом Алленом, описывая его как «невероятно общительного… обычного парня как все вокруг». В 2007 году снимался в комедии «Экс-любовник» вместе с Амандой Пит и Джейсоном Бейтманом.
В 2010 году Зак снялся в канадской инди-драме «Высокая цена жизни». Через год его пригласили сняться в сериале «Бывшие» как приглашенную звезду, где также играл лучший друг Зака Дональд Фэйсон. В 2012 году снялся в драме «Цвет времени».
Зак также принимал участие в озвучивании главного персонажа мультфильма «Цыплёнок Цыпа» (2004) и серии видеоигр Kingdom Hearts, а также озвучил обезьянку Финли в фильме «Оз: Великий и Ужасный» (2013).
В 2018 году состоялась мировая премьера ситкома «Стартап», в котором Брафф исполнил главную роль. Сериал был закрыт после первого сезона, а критики отмечали, что "создатели сериала упустили возможность создать интересный сценарий и бросили талантливого Зака Браффа в пучину нераскрытого потенциала".
В 2020 году сыграл в криминальной комедии «Афера по-голливудски» вместе с Робертом Де Ниро, Томми Ли Джонсом, Морганом Фрименом и Эмилем Хиршем.
В марте 2020 году вместе с коллегой по сериалу «Клиника» Дональдом Фэйсоном запустил радио-подкаст Fake Doctors, Real Friends. В подкасте они приглашают актёров и создателей сериала и вместе пересматривают все серии, параллельно рассказывая истории со съёмок.

### Работа над собственными фильмами
В 2004 году написал сценарий, выступил в качестве режиссёра и снялся в фильме «Страна садов». В фильме также снялись Натали Портман, Питер Сарсгаард и сэр Иэн Холм. Фильм снимали в родном штате Браффа, а сценарий основан на начале его творческого пути. Фильм получил положительные отзывы критиков. На Rotten Tomatoes «Страна садов» имеет рейтинг одобрения 86 % на основе 192 отзывов со средней оценкой 7,50/10. В 2005 году микстейп к фильму получил премию «Грэмми» за лучший саундтрек.
Брафф является режиссёром нескольких музыкальных клипов, среди них: «Chariot» Гевина Дегро, «Closer» Джошуа Радина, «Ride» группы Cary Brothers и «Superman» группы Lazlo Bane. Зак выступил в качестве продюсера в документальных фильмах Video Games: The Movie и Интернет-мальчик: История Аарона Шварца.
24 апреля 2013 года Зак Брафф запустил кампанию на Кикстартере по сбору 2 млн долларов для своего нового фильма — «Хотел бы я быть здесь», написанного им вместе с братом. Были объявлены оператор будущего фильма — Ларри Шер и продюсеры — Майкл Шамберг и Стэйси Шер. За три дня была собрана вся сумма, а за 30 дней кампании Браффу удалось собрать 3 105 473 долларов пожертвований от 46 520 человек. Премьера фильма состоялась на фестивале Sundance в 2014 году, заслужив стоячую овацию и восторженные отзывы от критиков.
В 2018 году Зака пригласили выступить режиссёром в фильме «Уйти красиво», в главных ролях снялись Морган Фримен, Майкл Кейн и Алан Аркин.
В 2020 году снял короткометражный фильм In The Time It Takes To Get There для компании Adobe.
В этом же году старый друг и создатель сериала «Клиника» Билл Лоуренс пригласил Зака срежиссировать эпизод «Biscuits» для своего сериала Тед Лассо. В 2021 году этот эпизод получил номинацию премии Эмми за лучшую режиссуру комедийного сериала.
В 2023 году вышел фильм «Хороший человек» с Морганом Фрименом и Флоренс Пью в главных ролях, режиссёром и сценаристом выступил сам Брафф.

## Личная жизнь
В 2004 — 2006 годах встречался с певицей и актрисой Мэнди Мур. В 2007 году состоял в отношениях с актрисой Шири Эпплби. В 2009 — 2014 годах был в отношениях с моделью Тейлор Бэгли. В 2018 году познакомился с английской актрисой Флоренс Пью. В апреле 2019 года пара подтвердила свои отношения, но 2022 году Флоренс заявила о расставании, также сообщив, что они остаются близкими друзьями.
Зак дружит с певицей Лорин Хилл, вместе с которой учился в школе. Его лучший друг — Дональд Фэйсон, с которым они познакомились на съёмках сериала.
Имеет лицензию пилота. В 2009 году открыл ресторан The Mermaid Inn в Нью-Йорке.

## Фильмография

### Актёр
| Год       |     | Русское название                            | Оригинальное название                     | Роль                       |
| --------- | --- | ------------------------------------------- | ----------------------------------------- | -------------------------- |
| 1989      | тф  | —                                           | High                                      | н/д                        |
| 1990      | с   | Клуб нянек                                  | The Baby-Sitters Club                     | Дэвид Каммингс             |
| 1993      | ф   | Загадочное убийство в Манхэттене            | Manhattan Murder Mystery                  | Ник Липтон                 |
| 1994      | с   | CBS Особенные школьные каникулы             | CBS Schoolbreak Special                   | Тони / Тэмми               |
| 1999      | ф   | Узнавая тебя                                | Getting to Know You                       | Уэсли                      |
| 2000      | ф   | Голубая луна                                | Blue Moon                                 | молодой Фред               |
| 2000      | ф   | Клуб разбитых сердец: Романтическая комедия | The Broken Hearts Club: A Romantic Comedy | Бенджи                     |
| 2000      | ф   | Эндсвиль                                    | Endsville                                 | Дин                        |
| 2001—2010 | с   | Клиника                                     | Scrubs                                    | Джон «Джей Ди» Дориан      |
| 2002      | мс  | Школа клонов                                | Clone High                                | Пол Ревир / Экс-Стрим Майк |
| 2002      | тф  | Очень маппетовское рождественское кино      | It’s a Very Merry Muppet Christmas Movie  | Джон «Джей Ди» Дориан      |
| 2004      | ф   | Страна садов                                | Garden State                              | Эндрю Ларджмен             |
| 2005      | ки  | —                                           | Chicken Little                            | цыплёнок Цыпа              |
| 2005      | мф  | Цыплёнок Цыпа                               | Chicken Little                            | цыплёнок Цыпа              |
| 2005      | ки  | —                                           | Kingdom Hearts II                         | цыплёнок Цыпа              |
| 2005—2006 | с   | Замедленное развитие                        | Arrested Development                      | Филлип Литт                |
| 2006      | тф  | Никто не смотрит                            | Nobody’s Watching                         | в роли самого себя         |
| 2006      | ф   | Прощальный поцелуй                          | The Last Kiss                             | Майкл                      |
| 2006      | ки  | —                                           | Chicken Little: Ace in Action             | цыплёнок Цыпа              |
| 2006      | ф   | Экс-любовник                                | The Ex                                    | Том Райли                  |
| 2007      | ки  | —                                           | Kingdom Hearts II: Final Mix+             | цыплёнок Цыпа              |
| 2009      | с   | Клиника: Интерны                            | Scrubs: Interns                           | Джон «Джей Ди» Дориан      |
| 2010      | ф   | Высокая цена жизни                          | The High Cost of Living                   | Генри Уэллс                |
| 2012      | с   | Город хищниц                                | Cougar Town                               | доставщик пиццы            |
| 2012      | с   | Бывшие                                      | The Exes                                  | Чак Фини                   |
| 2012      | ф   | Цвет времени                                | The Color Of Time                         | Альберт                    |
| 2013      | ф   | Оз: Великий и Ужасный                       | Oz: The Great and Powerful                | Фрэнк / Финли              |
| 2014      | с   | Сообщество                                  | Community                                 | Джей Ди                    |
| 2014      | ф   | Хотел бы я быть здесь                       | Wish I Was Here                           | Эйдан Блум                 |
| 2014      | с   | Внутри Эми Шумер                            | Inside Amy Schumer                        | Роб                        |
| 2014      | кор | —                                           | Effed!                                    | Ричи Киз                   |
| 2015      | с   | Непригодные для свиданий                    | Undateable                                | Зак                        |
| 2015      | с   | —                                           | The Sixth Lead                            | в роли самого себя         |
| 2016      | ф   | И проиграли бой                             | In Dubious Battle                         | Коннор                     |
| 2017      | ф   | Горе-творец                                 | The Disaster Artist                       | в роли самого себя         |
| 2017—2020 | мс  | Конь БоДжек                                 | BoJack Horseman                           | знаменитый актёр Зак Брафф |
| 2018      | с   | Стартап                                     | Alex, Inc.                                | Алекс Шуман                |
| 2020      | ф   | Афера по-голливудски                        | The Comeback Trail                        | Уолтер Крисон              |
| 2022      | ф   | Крутой взлет                                | Moonshot                                  | Леон Кови                  |
| 2022      | с   | Оби-Ван Кеноби                              | Obi-Wan Kenobi                            | Фрэк                       |
| 2023      | ф   | Большая или маленькая ложь                  | A Little White Lie                        | Настоящий Шривер           |
| 2024      | с   | Плохая обезьяна                             | Bad Monkey                                | Доктор Израэль О'Пил       |

### Режиссёр, сценарист, продюсер
| Год       | Название                                 | Оригинальное название                             | Режиссёр   | Сценарист | Продюсер    | Примечания             |
| --------- | ---------------------------------------- | ------------------------------------------------- | ---------- | --------- | ----------- | ---------------------- |
| 1997      | Лайонел на воскресенье                   | Lionel on a Sunday                                | Да         | Да        |             | короткометражный фильм |
| 2004      | Страна садов                             | Garden State                                      | Да         | Да        |             |                        |
| 2004—2010 | Клиника                                  | Scrubs                                            | Да (7 эп.) |           | Да (13 эп.) | телесериал             |
| 2008      | Ночная жизнь                             | Night Life                                        | Да         |           | Да          | телефильм              |
| 2009      | Клиника: Интерны                         | Scrubs: Interns                                   |            |           | Да          | веб-сериал             |
| 2010      | —                                        | Positive Comment                                  |            |           | Да          | короткометражный фильм |
| 2014      | Хотел бы я быть здесь                    | Wish I Was Here                                   | Да         | Да        | Да          |                        |
| 2014      | Интернет-мальчик: История Аарона Шварца  | The Internet’s Own Boy: The Story of Aaron Swartz |            |           | Да          | документальный фильм   |
| 2014      | Видеоигры: Кино                          | Video Games: The Movie                            |            |           | Да          | документальный фильм   |
| 2015      | —                                        | Self Promotion                                    | Да         |           |             | телефильм              |
| 2017      | Уйти красиво                             | Going in Style                                    | Да         |           |             |                        |
| 2018      | Стартап                                  | Alex, Inc.                                        | Да (4 эп.) |           | Да (9 эп.)  | телесериал             |
| 2019      | Время, необходимое, чтобы добраться туда | In the Time It Takes to Get There                 | Да         | Да        |             | короткометражный фильм |
| 2020      | Тед Лассо                                | Ted Lasso                                         | Да (1 эп.) |           |             | телесериал             |
| 2023      | Хороший человек                          | A Good Person                                     | Да         | Да        | Да          |                        |

## Награды и номинации
| Награда         | Год  | Категория                                                | Название работы | Результат |
| --------------- | ---- | -------------------------------------------------------- | --------------- | --------- |
| Грэмми          | 2005 | Лучший саундтрек-альбом                                  | Страна садов    | Победа    |
| Золотой глобус  | 2005 | Лучшая мужская роль в комедийном телесериале или мюзикле | Клиника         | Номинация |
| Золотой глобус  | 2006 | Лучшая мужская роль в комедийном телесериале или мюзикле | Клиника         | Номинация |
| Золотой глобус  | 2007 | Лучшая мужская роль в комедийном телесериале или мюзикле | Клиника         | Номинация |
| Эмми            | 2005 | Лучшая мужская роль в комедийном телесериале             | Клиника         | Номинация |
| Независимый дух | 2005 | Лучший дебютный сценарий                                 | Страна садов    | Номинация |
| Независимый дух | 2005 | Лучший дебютный фильм                                    | Страна садов    | Победа    |
| Спутник         | 2005 | Лучшая мужская роль в комедийном телесериале или мюзикле | Клиника         | Номинация |
| Эмми            | 2021 | Лучшая режиссура комедийного сериала                     | Тед Лассо       | Номинация |